# The Miracle (of Joey Ramone)
"The Miracle (of Joey Ramone)" é uma canção da banda de rock irlandesa U2. É a faixa de abertura do álbum como também o primeiro single do álbum Songs of Innocence (2014), lançada em 15 de setembro de 2014. Foi produzido por Danger Mouse, Paul Epworth e Ryan Tedder, sendo revelado pela banda durante o fim do evento que digulgava o lançamento do iPhone 6, pela Apple em 9 de setembro de 2014; coincidindo com o anúncio de que Songs of Innocence seria lançado digitalmente aos usuários da iTunes Store. O homônimo do título da canção é o músico americano Joey Ramone, vocalista da banda punk rock estadounidense Ramones.

## Escrita e gravação
"The Miracle (of Joey Ramone)" originou-se a partir das sessões de gravação do grupo com Danger Mouse, em 2010, inicialmente constituído por um loop da bateria e guitarra. De acordo com a inclusão dos produtores Ryan Tedder e Paul Epworth, ele evoluiu para uma música mais rock, denominada de "Siren", com uma letra comparando a música dos Ramones a um canto de sereia. A banda ficou com a melodia final e as letras de Epworth durante os últimos dois meses de sessões do álbum.
A canção presta homenagem a Joey Ramone, vocalista dos Ramones, que teve uma forte influência sobre Bono. Durante as suas adolescências, os membros da banda escaparam para assistir a um concerto dos Ramones, e a experiência de assistir Joey, fez Bono se sentir menos auto-consciente sobre o seu próprio canto. Assim, o título da música é uma clara alusão feita à música "I Believe In Miracles", do álbum Brain Drain, lançado em 1989 pelos Ramones.

## Lançamento

Divulgação do álbum Innocence no evento da Apple, com a presença de Tim Cook (ponta esquerda), e os membros da banda.

Nos dias que antecederam ao evento da Apple, lançado em 9 de setembro de 2014 em Cupertino, Califórnia, boatos começaram a circular de que o U2 estaria envolvido, que foram prontamente negadas por um porta-voz da banda. No entanto, no fim do evento, a banda apareceu e executou a nova canção "The Miracle (of Joey Ramone)", o primeiro single de seu décimo terceiro álbum de estúdio do grupo, com o diretor executivo da Apple, Tim Cook, anunciando que o álbum seria lançado digitalmente em toda sua totalidade, sem qualquer custo para os usuários do iTunes Store. A apresentação foi concluída com a inauguração do anúncio publicitário da Apple, com U2 tocando a canção.

## Recepção da crítica
Rodrigo Ortega, do G1, afirma que "a letra e a guitarra 'serra elétrica', remetem os americanos que influenciaram o punk europeu, inclusive a origem do U2". Brian Wise, do The New Daily, disse que "'The Miracle' é um molde familiar do U2 – som estridente na guitarra de The Edge, e um gancho poderoso que terá fãs cantando junto em estádios do mundo inteiro, quando a banda definir sua próxima turnê. É praticamente irresistível – e tendo em conta que esta é a primeira amostra da banda em mais de cinco anos, os fãs ficarão salivando". A Rolling Stone publicou: "A canção de abertura capta o big bang do despertar musical de Bono [...] Parece que a banda, propositalmente, tenta não soar como os Ramones, embora – em vez disso, a canção começa com poderosos sons, como a canção 'Mysterious Ways' –  como explosões na guitarra de The Edge, sendo impulsionado por uma melodia cadenciada e um refrão overdub de Bono". O jornal The National foi mais crítico à canção, afirmando que "o problema é o refrão sem brilho, sendo meio esquecido no segundo verso. É o mais fraco do álbum. Felizmente, ele melhora daí por diante".

## Lista de faixas
- CD

1. "The Miracle (of Joey Ramone)" – 4:16

- Download digital

1. "The Miracle (of Joey Ramone)" – 4:16
2. "The Miracle (of Joey Ramone)" (Busker Version) – 4:07

## Paradas e posições
| País/Parada (2014)                       | Melhor posição |
| ---------------------------------------- | -------------- |
| Bélgica (Ultratop 50 Flanders)           | 13             |
| Bélgica (Ultratop 40 Valônia)            | 6              |
| Chéquia (Rádio Top 100)                  | 20             |
| Estados Unidos (Adult Alternative Songs) | 1              |
| Estados Unidos (Alternative Songs)       | 22             |
| Estados Unidos (Hot Rock Songs)          | 42             |
| Estados Unidos (Rock Airplay)            | 12             |
| Islândia (Tónlist)                       | 17             |
| Japão (Japan Hot 100)                    | 49             |

| País/Parada (2014)                       | Posição fixa |
| ---------------------------------------- | ------------ |
| Estados Unidos (Adult Alternative Songs) | 36           |

## Pessoal
| U2 - Bono – vocal, teclado, guitarra - The Edge – guitarra, teclado - Adam Clayton – baixo - Larry Mullen Jr. – bateria Pessoal adicional - Danger Mouse – teclado - Paul Epworth – teclado, percussão - Ryan Tedder – teclado, violão - Declan Gaffney – violão | Técnica - Produção – Danger Mouse, Paul Epworth, Ryan Tedder - Engenharia – Matt Wiggins - Assistência – Adam Durbridge - Engenharia adicional – Declan Gaffney, Kennie Takahashi - Assistência da engenharia adicional – Todd Moncalfone, "Classy" Joe Visciano - Mixagem – Matt Wiggins, Declan Gaffney - Assistência de mixagem – Adam Durbridge - Programação – Paul Epworth, Ryan Tedder - Coro – Greg Clark, Carlos Ricketts, Tabitha Fair, Kim Hill, Quiona McCollum, Nicki Richards, Everett Bradley, Bobby Harden, Ada Dyer |